# Saint-Maurice-sur-Huisne
Saint-Maurice-sur-Huisne era una comuna francesa situada en el departamento de Orne, de la región de Normandía, que el 1 de enero de 2016 fue suprimida al fusionarse con las comunas de Boissy-Maugis, Courcerault y Maison-Maugis, y formar la comuna nueva de Cour-Maugis-sur-Huisne.

## Demografía
| Gráfica de evolución demográfica de Saint-Maurice-sur-Huisne entre 1800 y 2013 |
|                                                                                |

Los datos demográficos contemplados en este gráfico de la comuna de Saint-Maurice-sur-Huisne se han cogido de 1800 a 1999 de la página francesa EHESS/Cassini, y los demás datos de la página del INSEE.